# Edward Żebrowski (lekarz)

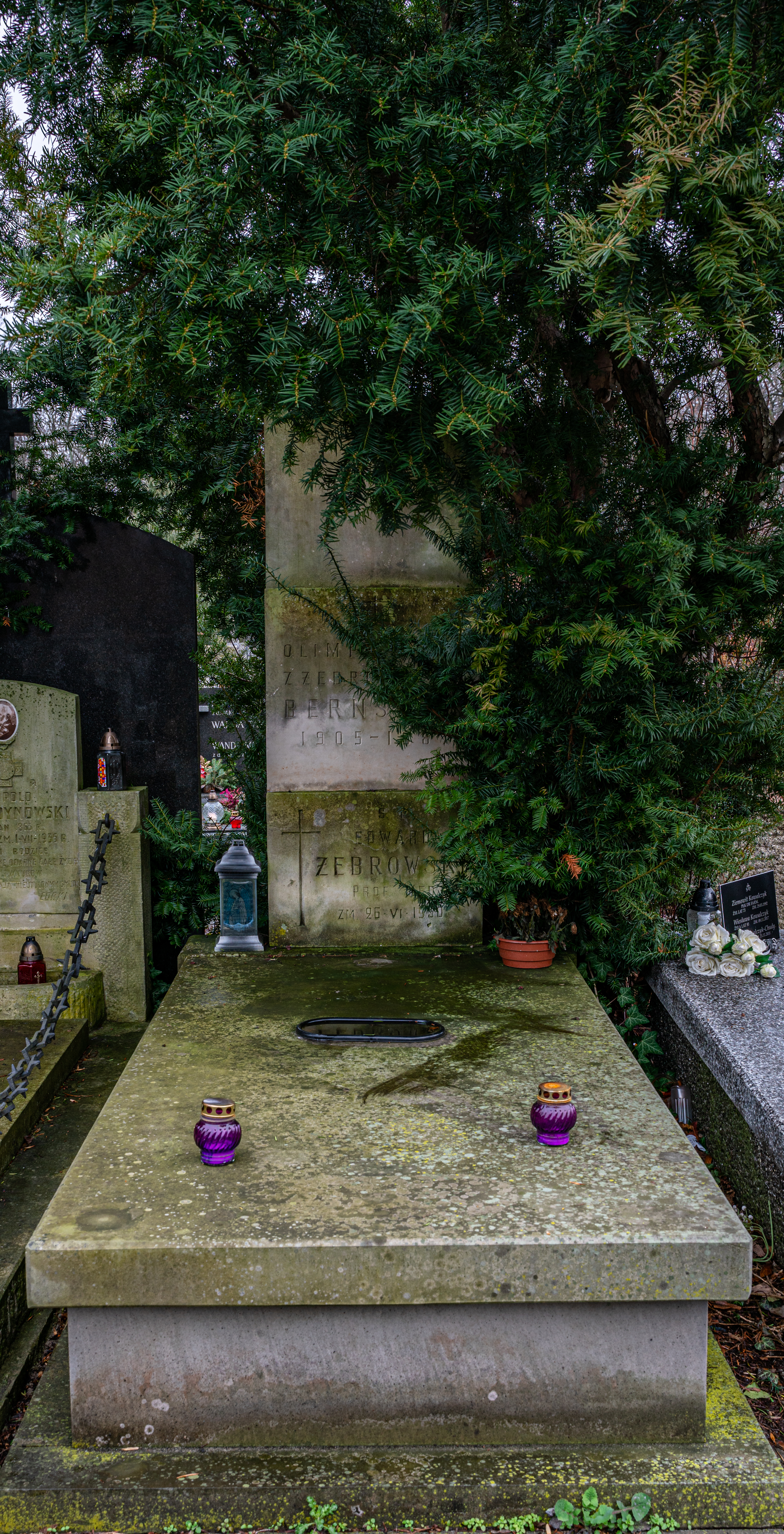
Grób Edwarda Żebrowskiego na cmentarzu Powązkowskim

Edward Żebrowski (ur. 31 maja 1872, zm. 26 czerwca 1930) – polski internista, profesor doktor, pułkownik lekarz Wojska Polskiego.

## Życiorys
Urodził się 31 maja 1872. Ukończył studia medyczne uzyskując tytuł doktora. W został mianowany docentem chorób wewnętrznych w Kijowie.
Na początku 1920 został przyjęty do Wojska Polskiego w stopniu podpułkownika i wyznaczony na stanowisko młodszego ordynatora Oddziału Wewnętrznego Szpitala Mokowskiego w Warszawie. W kwietniu tego roku został członkiem Wojskowej Rady Sanitarnej, a we wrześniu kierownikiem naukowym oddziałów wewnętrznych Szpitala Ujazdowskiego. 24 czerwca 1920 roku został zatwierdzony z dniem 1 kwietnia 1920 roku w stopniu podpułkownika, w Korpusie Lekarskim, w grupie oficerów byłych Korpusów Wschodnich i byłej armii rosyjskiej.
Został awansowany do stopnia pułkownika lekarza w korpusie oficerów sanitarnych ze starszeństwem z 1 czerwca 1919. W 1923, 1924 pracował w Szpitalu Okręgowym nr 1 w Warszawie jako oficer nadetatowy 1 Batalionu Sanitarnego.
Był autorem m.in. publikacji O leczeniu gruźlicy doświadczalnej. W 1926 został pierwszym prezesem Towarzystwa Lekarskiego Druskienickiego. Od 1929 do 1930 pełnił funkcję prezesa Towarzystwa Internistów Polskich.
Zmarł 26 czerwca 1930. Został pochowany na cmentarzu Powązkowskim w Warszawie (kwatera 82-6-17).

## Ordery i odznaczenia
- Krzyż Oficerski Orderu Odrodzenia Polski – 2 maja 1924[10][11][12]
- Palmy Oficerskie Oświaty Narodowej – 15 grudnia 1926[13]